# Pseudothyatira cymatophoroides
Pseudothyatira cymatophoroides är en fjärilsart som beskrevs av Achille Guenée 1852. Pseudothyatira cymatophoroides ingår i släktet Pseudothyatira och familjen sikelvingar. Inga underarter finns listade i Catalogue of Life.

## Bildgalleri

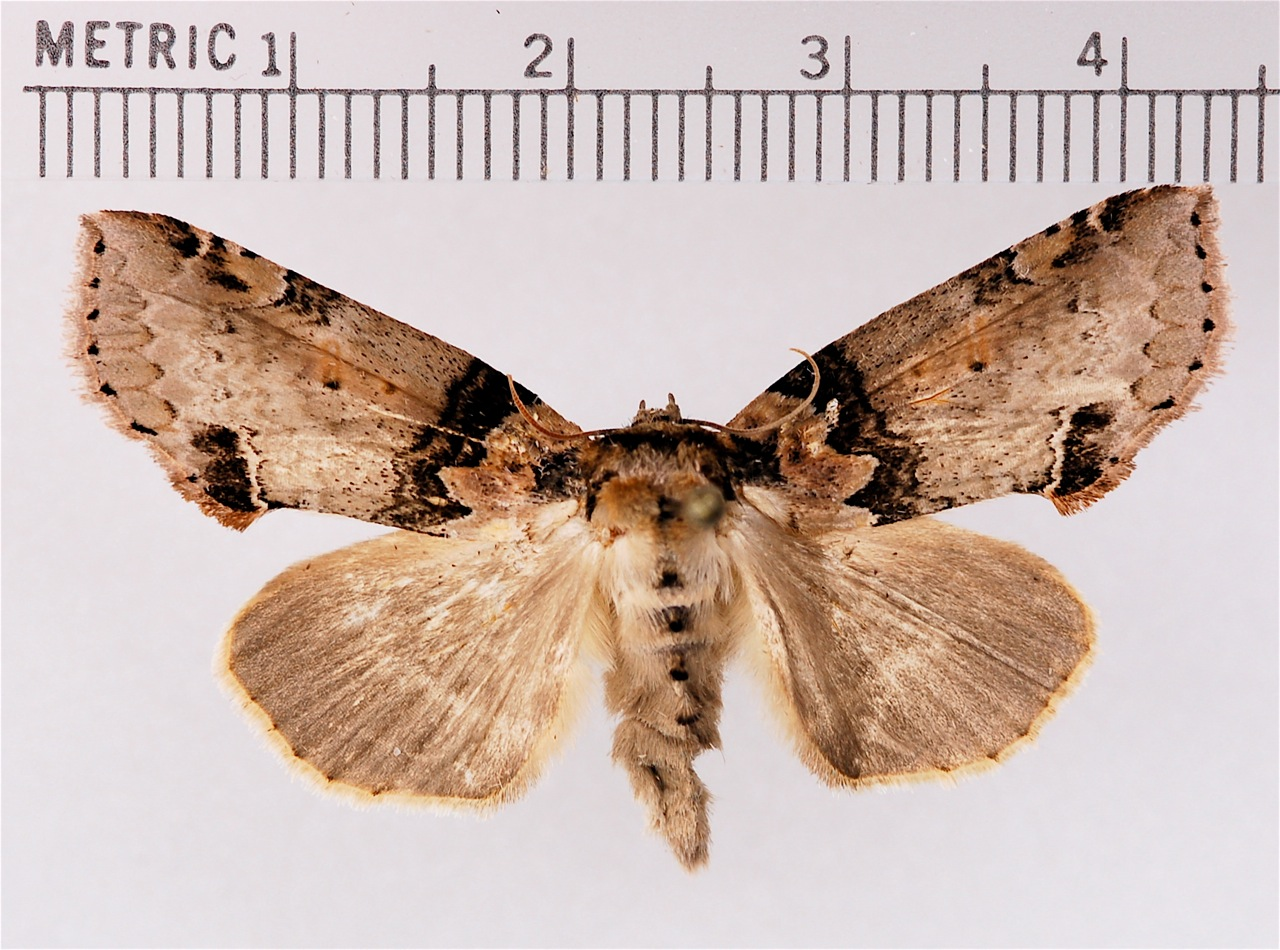